# Demoband
Demoband är ett band som önskar skivkontrakt/spelningar. Bandet spelar in sina låtar på en demo och skickar dem till potentiella skivbolag/konsertarrangörer eller musikprogram i TV/radio. Predigitalt spelades låtarna in på ett band; rullband eller kassettband, därav namnet. Demo står i sammanhanget för demonstration.